# Glanzstoff-Hochhaus

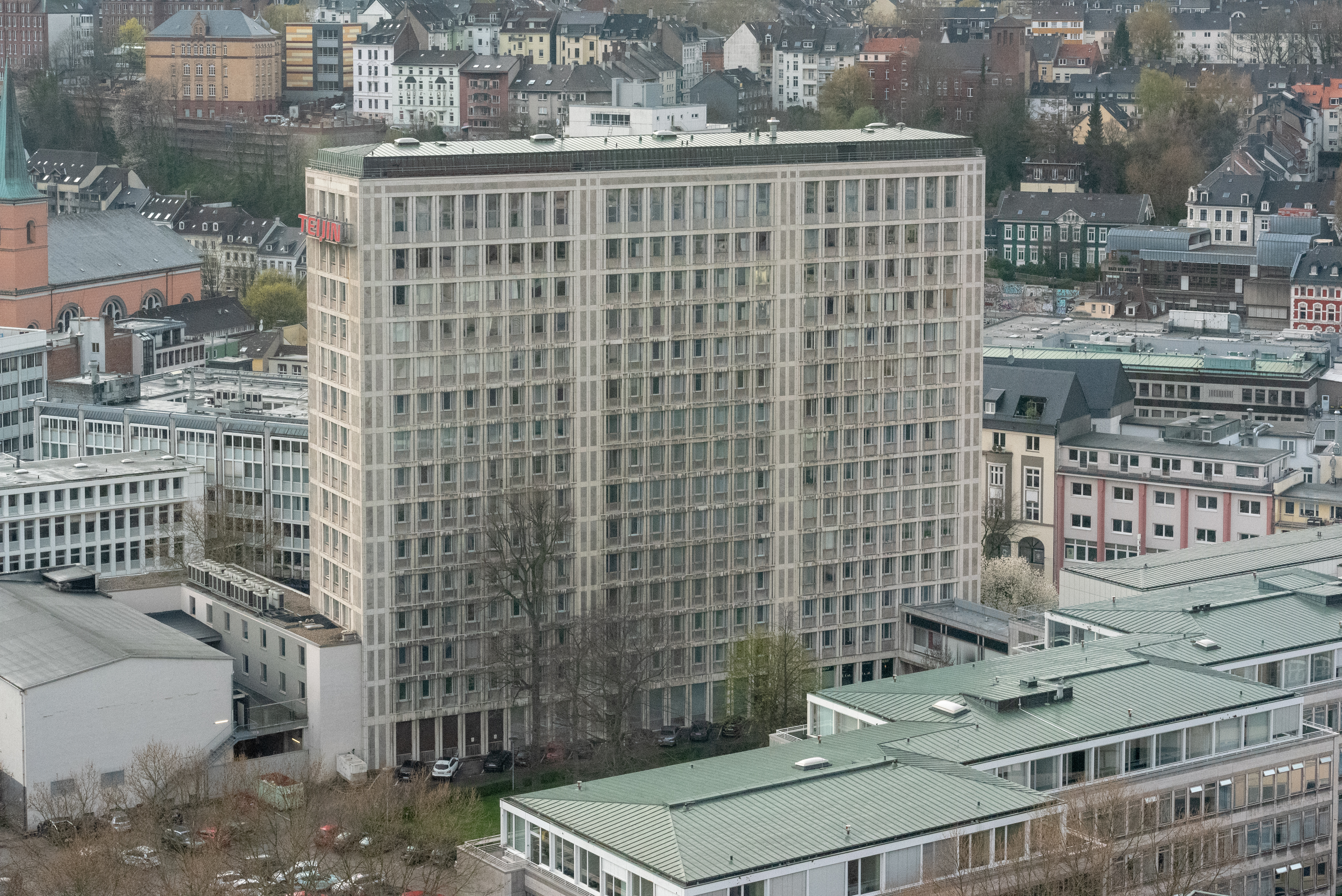
Glanzstoff-Hochhaus

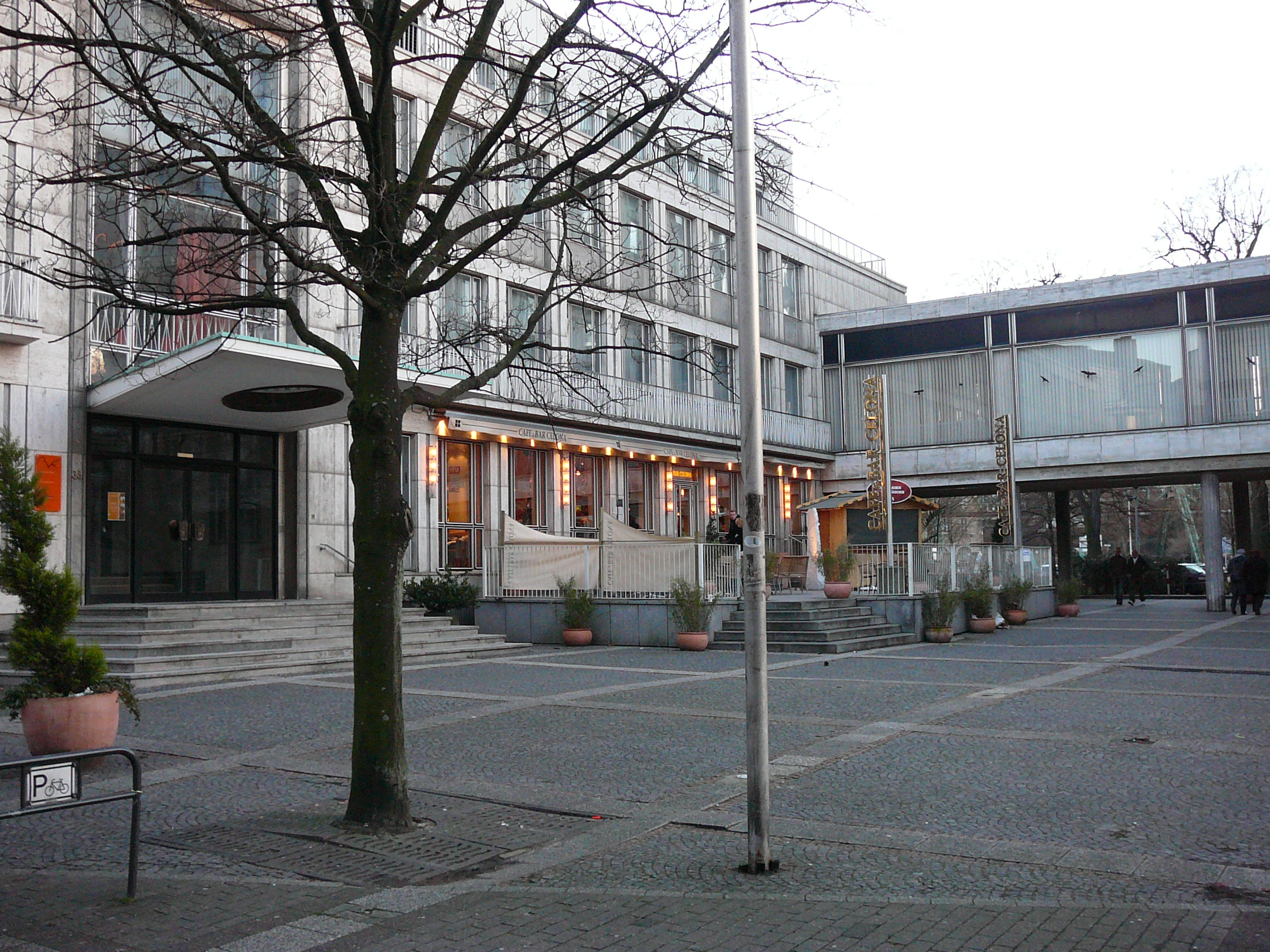
Ein Seitengebäude, das „Kasino“, wird heute als Café-Bar genutzt

Das Glanzstoff-Hochhaus ist ein Verwaltungsgebäude im Wuppertaler Stadtteil Elberfeld. Das Gebäude an der Kasinostraße ist nach dem Stadtsparkassen-Turm das zweithöchste der Stadt und dominiert die Skyline des Elberfelder Zentrums.

## Beschreibung
Der Bau des 47 m hohen Gebäudes des Architekten Hanns Dustmann wurde 1954 begonnen und im Jahr 1958 fertiggestellt. Es war das neue Verwaltungshaus mit 15 Etagen des Chemiefaserherstellers Vereinigte Glanzstoff-Fabriken AG, der seinen Sitz in Wuppertal hatte. Aus Glanzstoff wurde Enka und danach wurde die Firmengruppe stärker in den Mutterkonzern AkzoNobel eingebunden. 1999 wurde Acordis aus dem Akzo-Konzern herausgelöst. Acordis wurde aufgekauft und einzelne Standorte wurden geschlossen, auch der Verwaltungssitz in Elberfeld wurde aufgegeben und 2006 ein neuer Mieter gesucht.
Der japanische Chemiekonzern Teijin hat inzwischen Teile des Komplexes gemietet und seinen Schriftzug anbringen lassen, der Acordis-Schriftzug wurde im Oktober 2007 entfernt.

## Baudenkmal
Das Hochhaus an der Kasinostraße und die umliegenden Gebäude an Herzogstraße und Mäuerchen sind als fünf einzelne Einträge am 19. Juli 2001 als Baudenkmal in die Baudenkmalsliste der Stadt Wuppertal eingetragen.